# Ай-Чёндыхъёган
Ай-Чёндыхъёган — река в Нижневартовском районе Ханты-Мансийского автономного округа России. Устье реки находится в 2 км по правому берегу реки Волъёган. Длина реки составляет 20 км.

## Данные водного реестра
По данным государственного водного реестра России относится к Верхнеобскому бассейновому округу, водохозяйственный участок реки — Обь от впадения реки Васюган до впадения реки Вах, речной подбассейн реки — Васюган. Речной бассейн реки — (Верхняя) Обь до впадения Иртыша.

## Топографические карты
- Лист карты P-44-XXV,XXVI. Масштаб: 1 : 200 000. Состояние местности на 1966-1970 год. Издание 1986 г.